# Promoleague (veldkorfbal)
De Promoleague is de op een na hoogste afdeling van het Belgische veldkorfbal. De competitie wordt ingericht door de Koninklijke Belgische Korfbalbond (KBKB).

## Competitie

### Clubs
De clubs uit de promoleague zijn (seizoen 2022-'23):
- Riviera
- KC Temse
- KC Leuven
- Sikopi/Chase
- Royal Scaldis S.C.
- Kon. Minerva K.C.
- Verde
- Vobako

### Promotie
De club die op het einde van het zaalseizoen eerste is geworden mag rechtstreeks naar de Topleague. Diegene die tweede eindigt speelt een eindronde match tegen de club die voorlaatste is geworden in de Topleague.

### Degradatie
De laatste in de eindstand degradeert naar de Hoofdklasse 1. De voorlaatste speelt een promotie/degradatie-duel tegen de 2de van Hoofdklasse 1.

## Vorige seizoenen

### Seizoen 2010 - '11
| De clubs uit de tweede klasse A tijdens dit seizoen waren: - KC Hoboken 2000 (Hoboken) - Leuven KC (Leuven) - KC Floriant Merelbeke (Merelbeke) - Rijko KC (Rijkevorsel) - Appels KC (Dendermonde) - Neerlandia KC (Gentbrugge) - Ekerse KC (Ekeren) - Vos Reinaert KC (Sint-Niklaas) | De clubs uit de tweede klasse B tijdens dit seizoen waren: - KC Temse (Temse) - Spartacus Korfbal (Deurne) - Hoevenen KC (Hoevenen) - KC Technico Turnhout (Turnhout) - Boechout-Vremde KC (Boechout) - KC AGO Aalst (Aalst) - KCBJ (Betekom) - Royal Olympia Anderlecht KC (Anderlecht) |